# 丸山栄樹
丸山 栄樹（まるやま・えいき、1965年 - ）は日本の経営者、コンサルタント。バーチャレクス・コンサルティング創業者・代表取締役会長。山梨県出身。東京理科大学理工学部卒業後、アンダーセン・コンサルティング（のちのアクセンチュア）を経てバーチャレクスを設立。

## 人物
東京理科大学理工学部卒業。アンダーセンコンサルティング(現アクセンチュア)に入社後、主にIT化および業務改革や組織改革に関するコンサルティングに従事。独立後、1999年に株式会社バーチャレクス設立。2008年、株式会社バーチャレクス、株式会社ビッツテージの合併により、バーチャレクス・コンサルティング株式会社代表取締役社長に就任。現、取締役会長。
株式会社BJIT　取締役(非常勤)。

## 共著
- 『経営に貢献するコールセンターの構築 企画から設立、運営まで』：英知出版／丸山栄樹(代表取締役会長)、小林知巳(企画担当ディレクター)著、バーチャレクス・コンサルティング 監修 ISBN 978-4901234870